# Verlaine (Belgia)
Verlaine (valonă Verlinne) este o comună francofonă din regiunea Valonia din Belgia. Comuna este formată din localitățile Verlaine, Bodegnée, Chapon-Seraing și Seraing-le-Château. Suprafața totală a comunei este de 24,21 km². La 1 ianuarie 2008 comuna avea o populație totală de 3.690 locuitori. 